# Cyathea podophylla
Cyathea podophylla är en ormbunkeart som först beskrevs av William Jackson Hooker, och fick sitt nu gällande namn av Edwin Bingham Copeland. Cyathea podophylla ingår i släktet Cyathea och familjen Cyatheaceae. Inga underarter finns listade.